# Tuerta aziyade
Tuerta aziyade là một loài bướm đêm trong họ Noctuidae.